# Висенте Гереро
Висенте Рамон Гереро Салдања (шп. Vicente Ramón Guerrero Saldaña) је био један од водећих генерала Мексичког рата за независност. Борио се за независност Мексика против Шпаније на почетку 19. века, а касније је био председник Мексика, дошавши на власт државним ударом. Био је афро-местичког порекла, застуао је интересе сиромашнијих становника Мексика и укинуо је ропство током свог кратког боравска на месту председника. Његово погубљење 1831. које је извршила конзервативна влада која га је збацила са власти 1829. је била шок за државу.